# Franco Borelli
Franco Borelli ist ein ehemaliger italienischer Schauspieler.
Borelli, über dessen Leben nicht mehr bekannt ist, spielte zwischen 1968 und 1976 in knapp zwanzig Filmen Haupt- oder wichtige Nebenrollen. Dabei trat der schlanke, braunhaarige Schauspieler meist in Kriminalfilmen oder Italowestern auf, auch unter den Pseudonymen Stanley Gordon und Chet Davis. Sehr gelegentlich synchronisierte er Telenovelas.

## Filmografie (Auswahl)
- 1968: Heute ich… morgen Du! (Oggi a me… domani a te!)
- 1969: Die nackte Bovary
- 1970: Django und Sartana kommen (Arrivano Django e Sartana… è la fine)
- 1970: Tote werfen keine Schatten (Inginocchiati straniero… i cadaveri non fanno ombra!)
- 1972: Tedeum – Jeder Hieb ein Prankenschlag (Tedeum)
- 1973: Le guerriere dal seno nudo
- 1974: Ein Mann schlägt zurück (Il cittadino si ribella)
- 1976: Cop Hunter (Italia a mano armata)
- 1976: Racket (Il grande racket)